# Mercedes-Benz M03
Il Mercedes-Benz M03 (o Daimler-Benz M03) è un motore a scoppio prodotto dal 1926 al 1927 dalla Casa automobilistica tedesca Daimler-Benz per il suo marchio automobilistico Mercedes-Benz.

## Caratteristiche

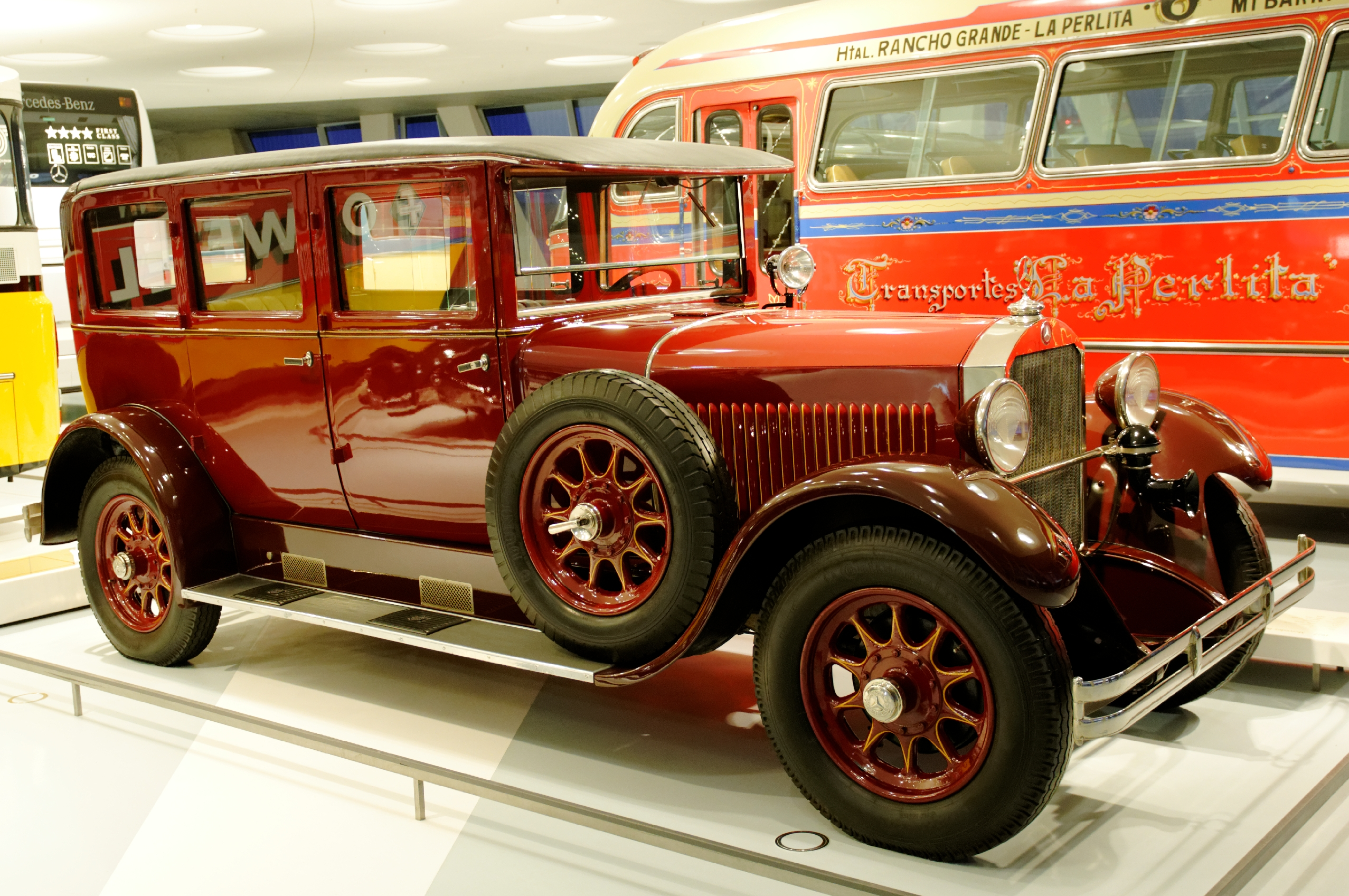
Il motore M03 è stato montato sotto il cofano della serie W03

È il secondo motore per applicazioni di serie partorito dopo la fusione fra Daimler e Benz. Di seguito sono riportate le sue caratteristiche:
- architettura a 6 cilindri in linea;
- basamento e testata in ghisa;
- alesaggio e corsa: 74x115 mm;
- cilindrata: 2968 cm³;
- distribuzione a valvole laterali;
- alimentazione a carburatore;
- potenza massima: 55 CV;
- applicazioni: Mercedes-Benz 12/55 PS (1926-27).

Già nel 1927 questo motore è stato sostituito dal motore M04.